# Bereketli (Ağlı)
Bereketli is een dorp in het Turkse district Ağlı  en telt 111 inwoners.

| Jaartal | totaal | man | vrouw |
| ------- | ------ | --- | ----- |
| 2018    | 111    | 56  | 55    |
| 2017    | 111    | 54  | 57    |
| 2016    | 105    | 53  | 52    |
| 2015    | 112    | 55  | 57    |
| 2014    | 109    | 53  | 56    |
| 2013    | 102    | 51  | 51    |
| 2012    | 102    | 50  | 52    |
| 2011    | 106    | 49  | 57    |
| 2010    | 107    | 51  | 56    |
| 2009    | 100    | 46  | 54    |
| 2008    | 102    | 47  | 55    |
| 2007    | 94     | 43  | 51    |

Centrale districtsplaats (İlçe Merkezi): Ağlı
Dorpen (Köyler):
Adalar · Akçakese · Akdivan · Bereketli · Fırıncık · Gölcüğez · Kabacı · Müsellimler · Oluközü · Selmanlı · Tunuslar · Turnacık · Yeşilpınar